# 勞漢斯敦站
勞漢斯敦站（英語：Laughanstown）是一個位於愛爾蘭都柏林鄧萊里-拉斯當郡的都柏林轻轨站，在2010年通車，為綠線南行方向延伸路線往新娘峡谷站的車站之一。車站為居住在卡賓蒂利的居民提供服務。